# Boxes
Pour plus de détails, voir Fiche technique et Distribution.
Boxes (Les Boîtes) est un film français de Jane Birkin sorti en 2007.

## Synopsis
Anna parle à son père sur son lit de mort. Elle continue de le voir et de lui parler, dans sa maison du Finistère, où elle vit avec sa mère et Fanny, Camille et Lilli, ses trois filles, toutes trois nées de pères différents. Joséphine est une femme en fauteuil roulant qui "entend" les Belges "dans les murs". Les pères reviennent : Max, le père de Camille, Jean, celui de Lilli, et le père de Fanny, quitté très jeune parce qu'infidèle.

## Fiche technique
- Titre : Boxes
- Réalisation : Jane Birkin
- Scénario : Jane Birkin
- Décors : Raymond Sarti
- Costumes : Mic Cheminal
- Photographie : François Catonné
- Musique originale : Franck Eulry
- Montage : Marie-Josée Audiard
- Montage son: Cécile Chagnaud
- Casting : Dominique Vinant
- Production : Emmanuel Giraud
- Pays :  France
- Format : couleur - 1,66:1
- Genre : Drame
- Durée : 95 minutes
- Date de sortie : 
  - France - 6 juin 2007

## Distribution
- Geraldine Chaplin : Maman
- Michel Piccoli : Papa
- Jane Birkin : Anna
- Natacha Régnier : Fanny
- Lou Doillon : Camille
- Adèle Exarchopoulos : Lilli
- John Hurt : Le père de Fanny
- Maurice Bénichou : Max
- Tchéky Karyo : Jean
- Annie Girardot : Joséphine
- Serge Lafaurie : Le grand-père
- Diana Payne-Myers : Mme Martin
- Jacques Baratier : Le petit veuf